# Trilofía
Trilofía är en ort i Grekland.   Den ligger i prefekturen Nomós Imathías och regionen Mellersta Makedonien, i den norra delen av landet, 300 km norr om huvudstaden Aten. Trilofía ligger 15 meter över havet och antalet invånare är 221.
Terrängen runt Trilofía är platt åt nordost, men åt sydväst är den kuperad. Terrängen runt Trilofía sluttar norrut. Runt Trilofía är det ganska tätbefolkat, med 86 invånare per kvadratkilometer. Närmaste större samhälle är Alexándreia, 8,8 km norr om Trilofía. Trakten runt Trilofía består till största delen av jordbruksmark.